# Van Mijenfjord
De Van Mijenfjord is de op twee na langste fjord in de archipel Spitsbergen. 
De fjord is vernoemd naar de Nederlandse walvisvaarder Willem Cornelisz. van Muyden.

## Geografie
Het fjord is noordoost-zuidwest georiënteerd en heeft een lengte van ongeveer 83 kilometer. Hij mondt in het zuidwesten uit in het fjord Bellsund en is daar de  noordelijke tak. De zuidelijke tak is het fjord Van Keulenfjorden. Aan de oostzijde van het fjord liggen de baaien Braganzavågen en Rindersbukta.
Hij ligt op het zuidelijke deel van het eiland Spitsbergen, ten zuiden van Nordenskiöld Land en ten noorden van Nathorst Land.
In het fjord ligt de plaats Sveagruva met het Vliegveld Svea. Sinds 2023 is het deel van Nationaal park Van Mijenfjord.